# Adnan Menderes repülőtér
Az Adnan Menderes nemzetközi repülőtér (IATA: ADB, ICAO: LTBJ) Törökország İzmir városának nemzetközi repülőtere, melyet Adnan Menderes egykori miniszterelnökről neveztek el. Az 1987-ben megnyitott repülőteret 2006-ban új nemzetközi terminállal bővítették ki. 18 km-re délre fekszik a várostól a Pamukkale felé vezető út mellett.

## Forgalom
Az utasforgalom az elmúlt években az alábbi módon változott:
| Utasok száma | 1 210 472 | 1 237 786 | 2 989 646 | 2 338 931 | 2 337 749 | 4 411 034 | 7 485 098 | 10 970 663 | 25 927 858 | 9 837 110 |
|              | 1987      | 1991      | 1995      | 1999      | 2003      | 2006      | 2010      | 2014       | 2018       | 2022      |

## Légitársaságok és úticélok
2023-ban a Adnan Menderes repülőtérről az alábbi járatok indulnak:
| Légitársaság         | Célállomások |
| -------------------- | --- |
| Aegean Airlines      | Athens |
| Aer Lingus           | Szezonális: Dublin |
| Air Serbia           | Belgrád |
| AnadoluJet           | Ankara, Istanbul–Sabiha Gökçen, Şanlıurfa Szezonális: Ordu-Giresun, Tehran–Imam Khomeini |
| ATA Airlines         | Szezonális: Tehran–Imam Khomeini |
| Azerbaijan Airlines  | Szezonális: Baku |
| Belavia              | Szezonális Charter: Minsk |
| Caspian Airlines     | Szezonális: Tehran–Imam Khomeini |
| Corendon Airlines    | Szezonális: Amszterdam, Berlin, Brüsszel, Köln/Bonn, Düsseldorf, Frankfurt, Hamburg, Hannover, München, Nuremberg, Párizs-Charles de Gaulle repülőtér, Stuttgart, Bécs |
| easyJet              | Szezonális: Liverpool, London–Gatwick, London–Luton |
| Enter Air            | Szezonális Charter: Gdańsk, Katowice, Poznań, Varsó–Chopin |
| Eurowings            | Szezonális: Köln/Bonn, Düsseldorf, Stuttgart |
| flydubai             | Szezonális: Dubai–International |
| FlyOne               | Szezonális Charter: Chișinău |
| Freebird Airlines    | Szezonális Charter: Brüsszel, Medina |
| GetJet Airlines      | Szezonális Charter: Vilnius |
| I-Fly                | Szezonális Charter: Moscow–Vnukovo |
| Iran Air             | Szezonális: Tehran–Imam Khomeini |
| Iran Airtour         | Szezonális: Tabriz, Tehran–Imam Khomeini |
| Iran Aseman Airlines | Tehran–Imam Khomeini |
| Jet2.com             | Szezonális: Birmingham, Bristol (2024. május 27-től ismét), East Midlands, Edinburgh, Glasgow, Leeds/Bradford, London–Stansted, Manchester, Newcastle upon Tyne |
| LOT                  | Szezonális Charter: Katowice, Varsó–Chopin |
| Luxair               | Szezonális: Luxembourg |
| Nordwind Airlines    | Szezonális Charter: Moscow–Sheremetyevo |
| Pegasus Airlines     | Adana, Ankara, Baku, Basel/Mulhouse, Batman, Köln/Bonn, Düsseldorf, Elazığ, Ercan, Erzincan, Hamburg, Hatay, Istanbul, Istanbul–Sabiha Gökçen, Jeddah, Kayseri, London–Stansted, Mardin, Muş, Samsun, Şanlıurfa, Sivas, Skopje, Stuttgart, Trabzon, Bécs Szezonális: Amman–Queen Alia, Berlin, Frankfurt, Moszkva-Domogyedovó, München, Nuremberg, Ordu-Giresun, Tbilisi, Tel Aviv |
| Qeshm Air            | Szezonális: Tehran–Imam Khomeini |
| Saudia               | Szezonális: Jeddah, Riyadh |
| Smartwings           | Szezonális Charter: Katowice, Poznań, Prága, Varsó–Chopin |
| SunExpress           | Abu Dhabi, Adana, Amszterdam, Antalya, Athens, Basel/Mulhouse, Berlin, Bremen, Brüsszel, Köln/Bonn, Diyarbakır, Dubai–International, Düsseldorf, Erzurum, Frankfurt, Gaziantep, Hamburg, Hannover, Hatay, Iğdır, Kars, Kayseri, Konya, London–Luton, London–Stansted (2023 október 29-től), Malatya, Mardin, München, Nuremberg, Saarbrücken, Samarqand, Samsun, Stuttgart, Trabzon, Van, Bécs, Zürich Szezonális: Barcelona, Beirut, Birmingham, Bodrum, Budapest, Koppenhága, Dortmund, Dublin, Edinburgh, Eindhoven, Genf, Helsinki, London–Gatwick, Lyon, Madrid ( 3 June 2024), Manchester, Marseille, Milan–Malpensa, Nantes, Oslo, Párizs-Charles de Gaulle repülőtér, Pristina ( 3 June 2024), Podgorica ( 4 June 2024), Prága ( 5 June 2024), Róma-Fiumicino ( 4 June 2024), Rotterdam (2023 december 16-tól), Saint Petersburg, Skopje, Stockholm–Arlanda, Tbilisi, Tel Aviv, Tirana ( 4 June 2024), Venice, Varsó ( 3 May 2024) Szezonális Charter: Plovdiv |
| Transavia            | Szezonális: Párizs–Orly |
| TUI Airways          | Szezonális: Birmingham, London–Gatwick, Manchester |
| TUI fly Belgium      | Szezonális: Brüsszel, Ostend/Bruges |
| TUI fly Netherlands  | Szezonális: Amszterdam |
| Turkish Airlines     | Istanbul Szezonális: Frankfurt, Jeddah, Medina, München, Stuttgart |